# Stilbus testaceus
Stilbus testaceus är en skalbaggsart som först beskrevs av Georg Wolfgang Franz Panzer 1797.  Stilbus testaceus ingår i släktet Stilbus, och familjen sotsvampbaggar. Enligt den finländska rödlistan är arten nationellt utdöd i Finland. Arten är reproducerande i Sverige. Artens livsmiljö är strandängar vid Östersjön.